# 福茨米爾 (喬治亞州)
福茨米爾（英語：Fouts Mill）是位於美國喬治亞州道格拉斯縣的一個非建制地區。該地的面積和人口皆未知。

## 地理
福茨米爾的座標為33°38′58″N 84°46′34″W / 33.64944°N 84.77611°W，而該地的平均海拔高度為303米（即994英尺）。